# Luitfrid I d'Alsàcia
Liutfrid I (Koenigshoffen, Estrasburg, 700 - 767) fou duc d'Alsàcia de 722 à 767. Era fill d'Adalbert I, primer duc d'Alsàcia, i de Gerlinde de Pfalzel. Havia estat comte de Sundgau i fou el penúltim de la dinastia dels Eticònides. Va donar suport Carles Martell en les lluites pel control dels marges del Rin. Es va casar amb Hiltrudis, amb la que va tenir el futur duc Luitfrid II d'Alsàcia, comte de Sundgau.